# Trifolium
Trifolium es un género que comprende unas 250 especies aceptadas, de las más de 1100 descritas, de plantas de la familia Fabaceae (Leguminosae), conocidas popularmente como tréboles. Se caracteriza por tener hojas que casi siempre se dividen en tres folíolos.

## Descripción
Son hierbas anuales o perennes con tallos erectos, ascendentes o procumbentes. Su hoja se compone de 3 folíolos (aunque en algunas ocasiones se pueden componer de más, véase trébol de cuatro hojas), generalmente denticulados con estipelas ausentes y estípulas adnadas al pecíolo.[cita requerida]
Inflorescencias capitadas, espigadas o umbeladas, axilares o pseudoterminales, comúnmente con numerosas flores pequeñas, pediceladas/pedunculadas o sésiles. Las flores puede presentar coloraciones púrpura, rosada, blanca o amarilla dependiendo de la especie.[cita requerida]
Partes de la flor: Brácteas florales generalmente presentes y libres o connadas en un involucro, bractéolas ausentes, cáliz comúnmente tubular o campanulado con 5 dientes iguales o subiguales, a veces hinchados en fruto; corola persistente, marcescente o caduca, a veces hinchada en fruto.[cita requerida]
Está compuesta por estandarte libre o connado con otros pétalos basalmente, alas y quilla a veces connados y generalmente adnados a los estambres; estambres 10, diadelfos, el vexilar libre, con 5 o todos los filamentos dilatados apicalmente, anteras uniformes; ovario 1–12-ovulado, sésil o estipitado, estilo corto y curvado, glabro, estigma capitado, terminal, diminuto.[cita requerida]
Frutos oblongos, mayormente subteretes, indehiscentes o abriéndose a lo largo de la sutura adaxial, valvas comúnmente membranáceas; semillas 1 o 2 (3), orbiculares o comprimidas, estrofioladas.[cita requerida]

## Hábitat y distribución
Ampliamente extendido por las regiones templadas y subtropicales de África, América, Asia y Europa. Hay numerosas especies localmente cultivadas como plantas forrajeras, por ejemplo Trifolium repens, llamado «trébol blanco».[cita requerida]

## Taxonomía
El género fue descrito por Carlos Linneo y publicado en Species Plantarum 2: 764. 1753. La especie tipo es: Trifolium pratense L.
Etimología
Trifolium: nombre genérico derivado del latín que significa "con tres hojas".

## Especies aceptadas
- Véase: Especies del género Trifolium (Fabaceae)

### Especies presentes en lapenínsula ibérica
- Trifolium alexandrinum L.
- Trifolium alpinum L.
- Trifolium angustifolium L.
- Trifolium arvense L.
- Trifolium aureum Pollich
- Trifolium badium Schreb. in Sturm
- Trifolium bocconei Savi
- Trifolium boissieri Guss.
- Trifolium campestre Schreb. in Sturm
- Trifolium cernuum Brot.
- Trifolium cherleri L.
- Trifolium diffusum Ehrh.
- Trifolium dubium Sibth.
- Trifolium fragiferum L.
- Trifolium gemellum Pourr. ex Willd.
- Trifolium glomeratum L.
- Trifolium hirtum All.
- Trifolium hybridum L.
- Trifolium incarnatum L.
- Trifolium isthmocarpum Brot.
- Trifolium lappaceum L.
- Trifolium leucanthum M. Bieb.
- Trifolium ligusticum Balb. ex Loisel.
- Trifolium lucanicum Gasp. ex Guss.
- Trifolium medium L.
- Trifolium michelianum Savi
- Trifolium micranthum Viv.
- Trifolium montanum L.
- Trifolium mutabile Port.
- Trifolium nigrescens Viv.
- Trifolium obscurum Savi
- Trifolium occidentale Coombe
- Trifolium ochroleucon Huds.
- Trifolium ornithopodioides L.
- Trifolium pallescens Schreb. in Sturm
- Trifolium pallidum Waldst. & Kit.
- Trifolium pannonicum Jacq.
- Trifolium patens Schreb. in Sturm
- Trifolium phleoides Pourr. ex Willd.
- Trifolium physodes M. Bieb.
- Trifolium pratense L.
- Trifolium repens L.
- Trifolium resupinatum L.
- Trifolium retusum L.
- Trifolium rubens L.
- Trifolium scabrum L.
- Trifolium spadiceum L.
- Trifolium spumosum L.
- Trifolium squamosum L.
- Trifolium squarrosum L.
- Trifolium stellatum L.
- Trifolium striatum L.
- Trifolium strictum L.
- Trifolium suaveolens Willd.
- Trifolium subterraneum L.
- Trifolium suffocatum L.
- Trifolium sylvaticum Gérard ex Loisel. in J. Bot. (Desvaux) - pie de liebre[6]
- Trifolium thalii Vill.
- Trifolium tomentosum L.
- Trifolium vessiculosum Savi[7]

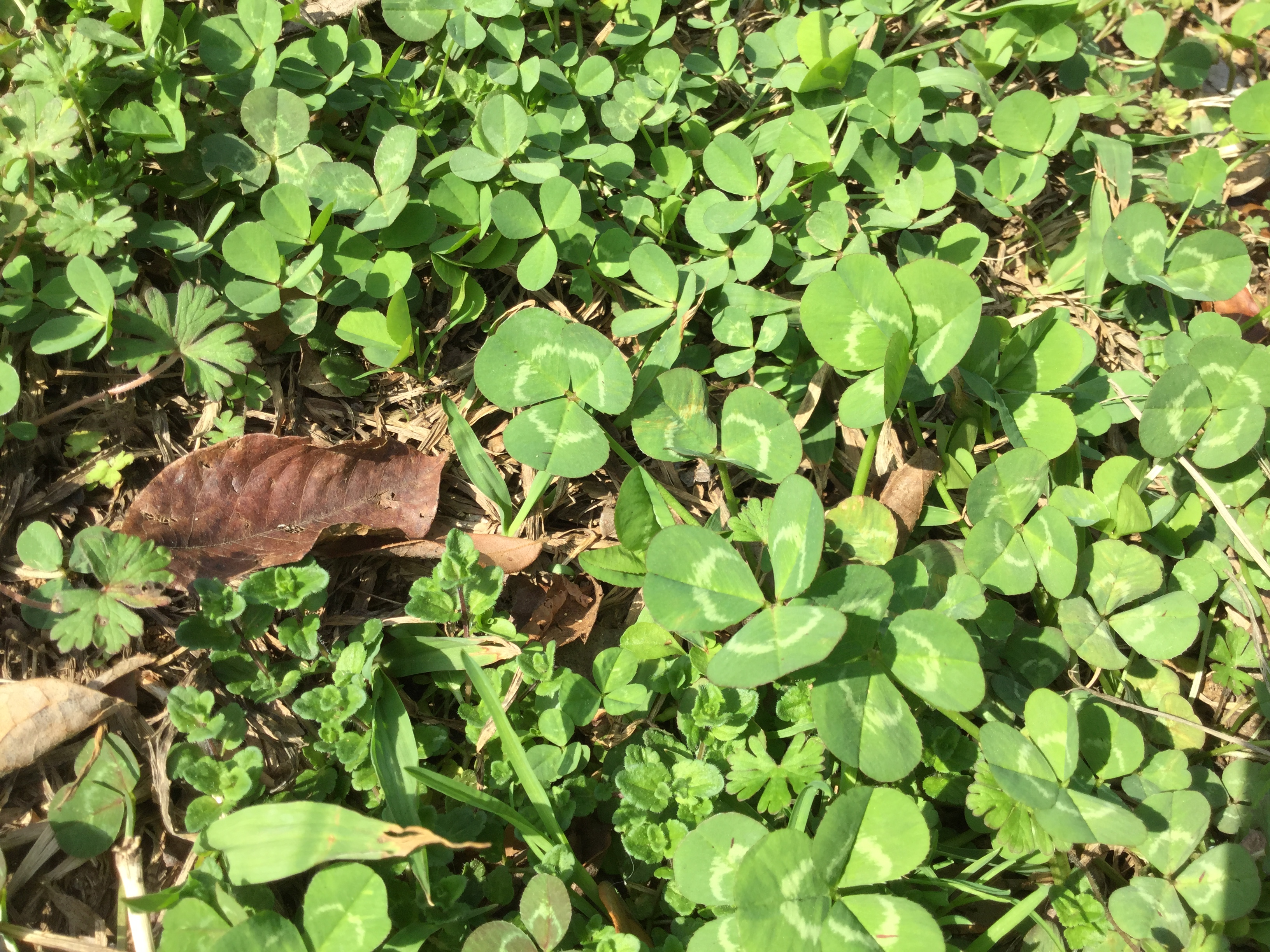
Trifolium repens (trébol blanco)
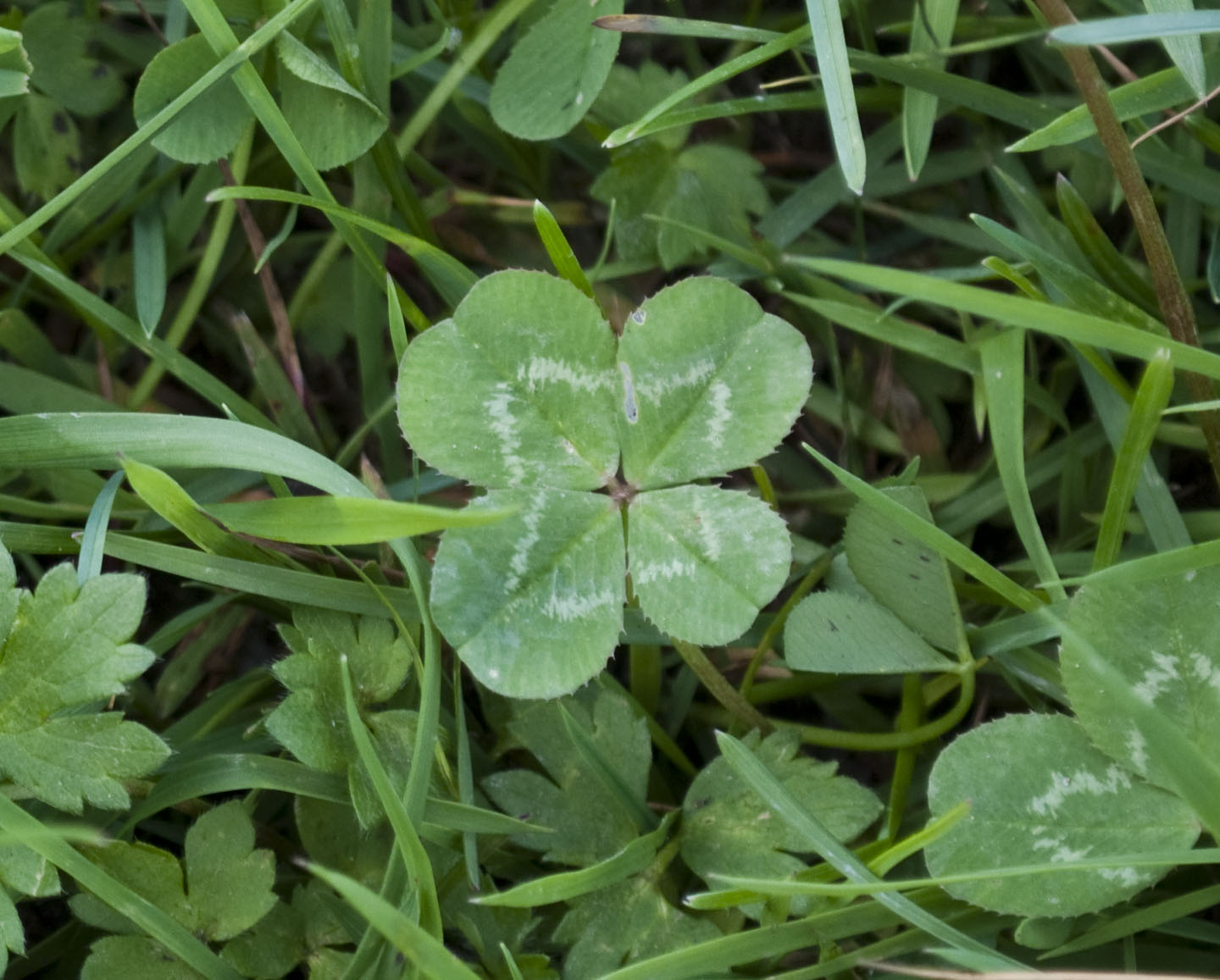
Trébol de cuatro hojas (mutación genética) de la especie Trifolium repens
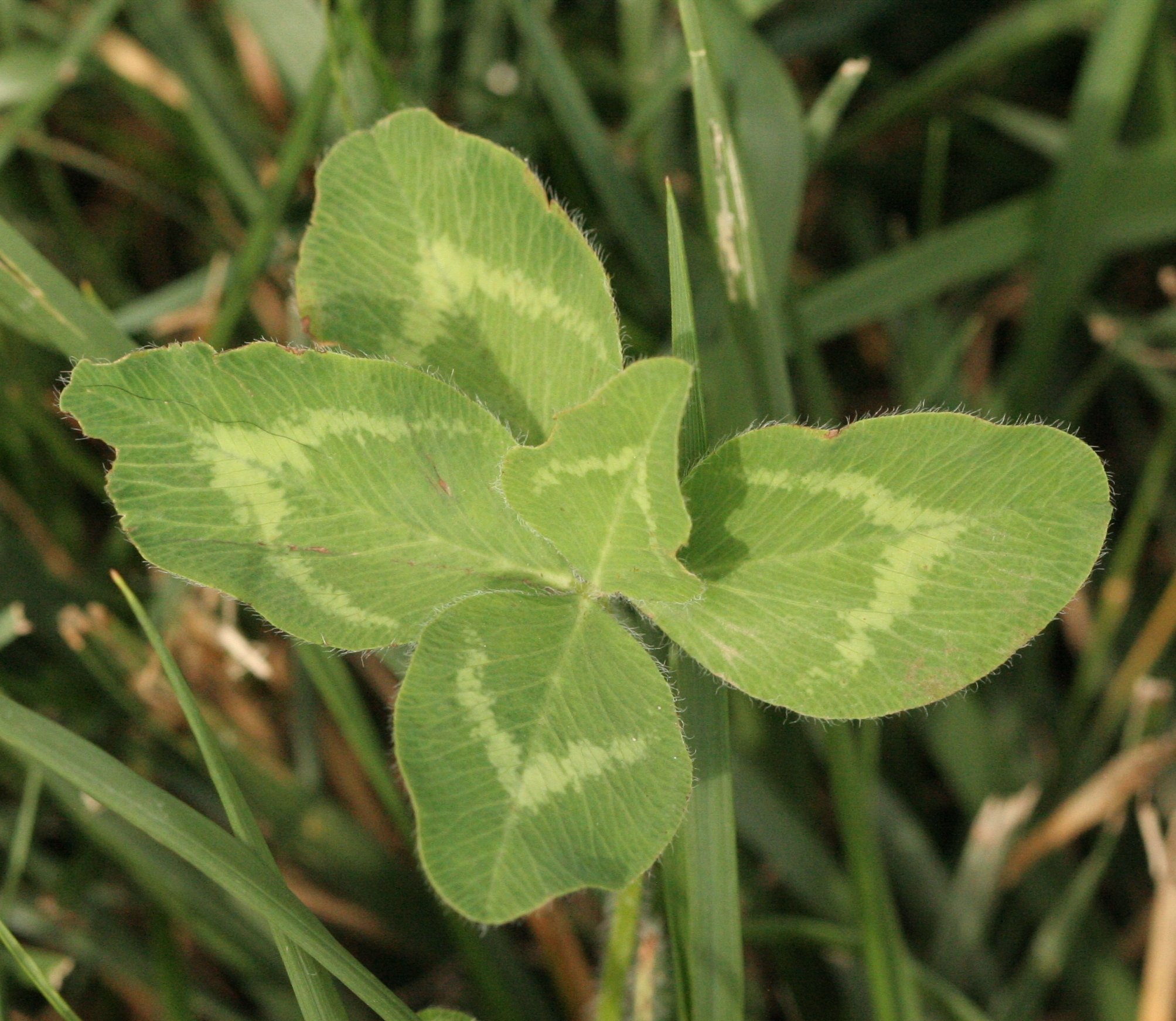
Trébol de cinco hojas (mutación genética)
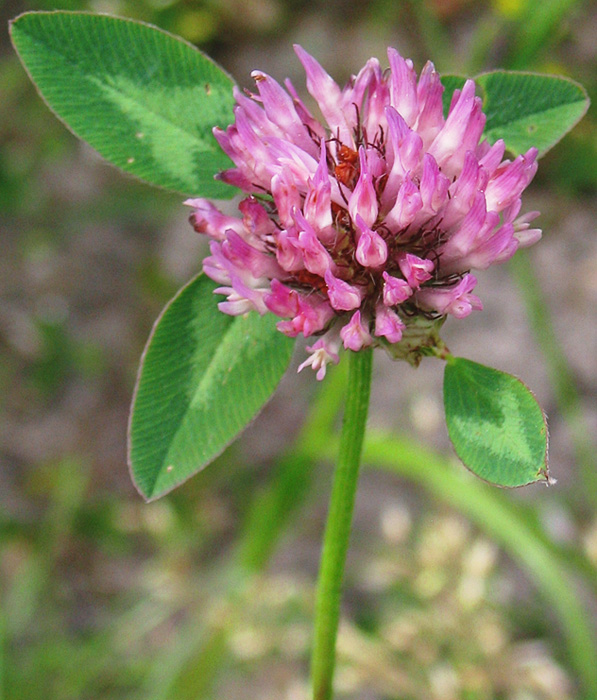
Inflorescencia de Trifolium pratense (trébol rojo)
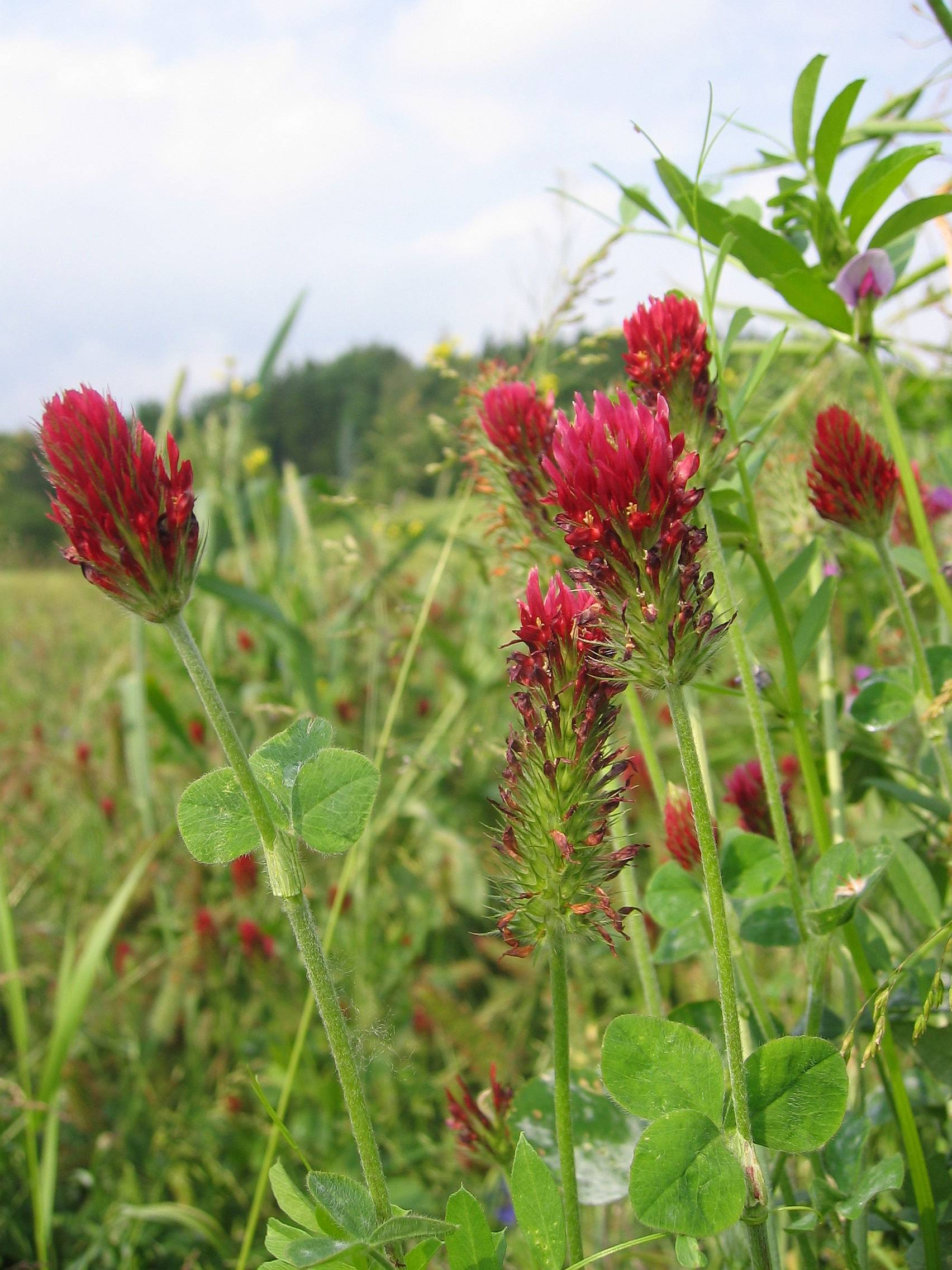
Trifolium incarnatum
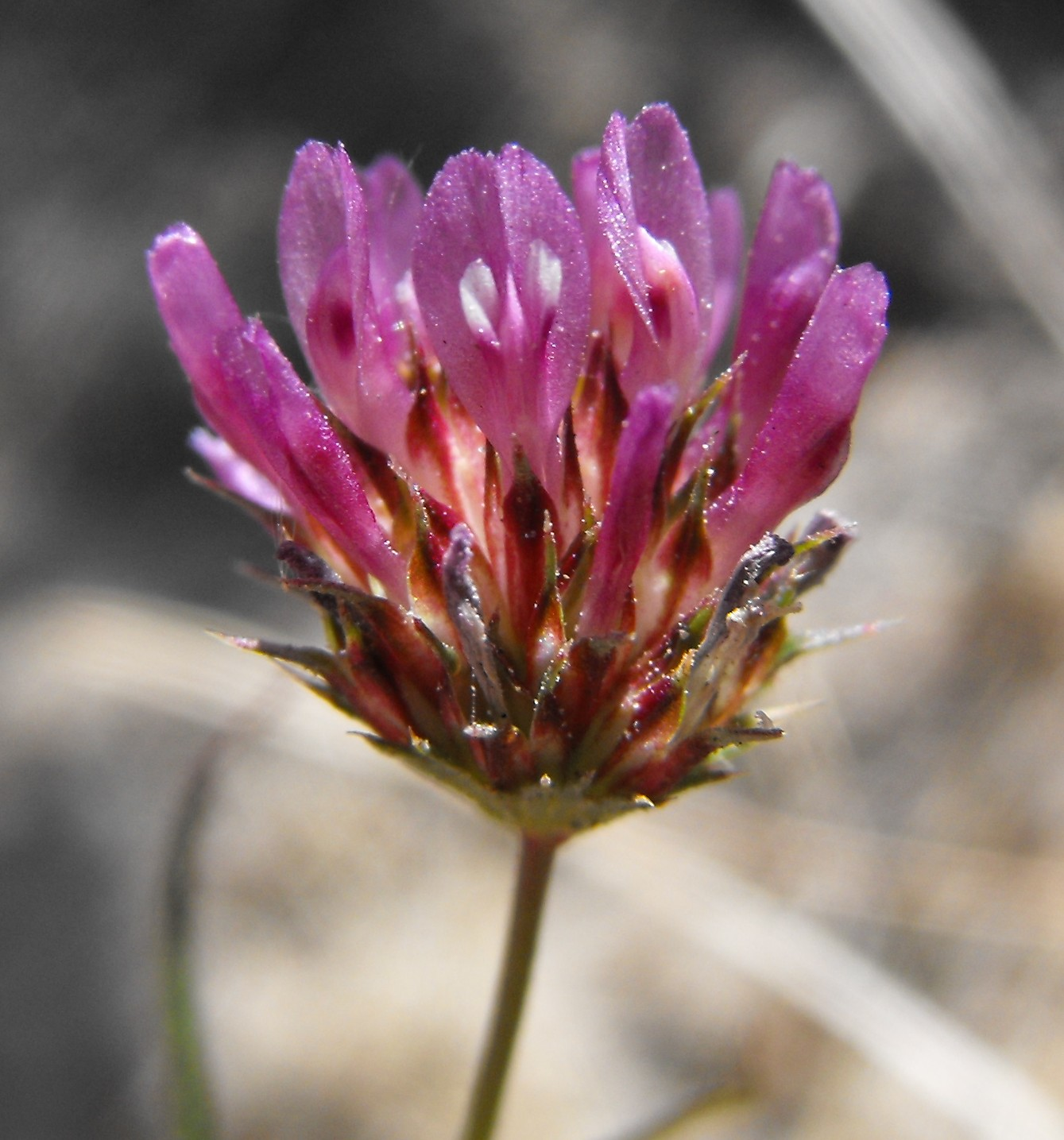
Inflorescencia de Trifolium ciliolatum
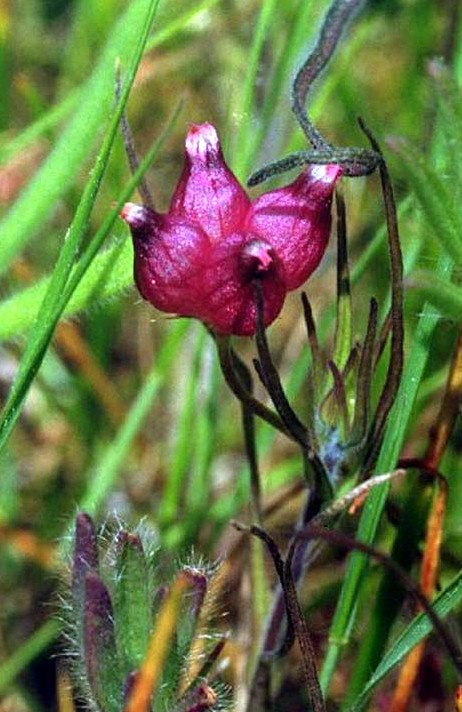
Inflorescencia de Trifolium depauperatum, trébol nativo de América